# Unguicularia
Unguicularia is een geslacht van schimmels uit de orde Helotiales. Het geslacht werd voor het eerst in 1905 beschreven door Höhn. De typesoort is Unguicularia unguiculata.

## Soorten
Volgens Index Fungorum telt het geslacht 13 soorten:
| Soortnaam                                  | Auteur(s)             | Publicatiejaar |
| ------------------------------------------ | --------------------- | -------------- |
| Unguicularia aconiti                       | Svrček                | 1988           |
| Unguicularia aspera                        | (Moug. ex Fr.) Nannf. | 1932           |
| Unguicularia carestiana                    | (Rabenh.) Höhn.       | 1909           |
| Unguicularia costata                       | (Boud.) Dennis        | 1949           |
| Unguicularia diaphana                      | (Rehm) Nannf.         | 1932           |
| Unguicularia digitalincola                 | (Rehm) Höhn.          | 1918           |
| Unguicularia dilatopilosa (Kromhaarkelkje) | Graddon               | 1974           |
| Unguicularia falcipila                     | Höhn.                 | 1906           |
| Unguicularia hedericola                    | Rehm                  | 1910           |
| Unguicularia iridis                        | Svrček                | 1988           |
| Unguicularia limosa                        | Rehm                  | 1910           |
| Unguicularia longipilosa                   | Remler                | 1980           |
| Unguicularia unguiculata                   | Höhn.                 | 1905           |